# Голимін-Осьродек
Голимін-Осьродек (пол. Gołymin-Ośrodek) — село в Польщі, у гміні Голимін-Осьродек Цехановського повіту Мазовецького воєводства.
Населення — 734 особи (2011).
У 1975-1998 роках село належало до Цехановського воєводства.

## Демографія
Демографічна структура станом на 31 березня 2011 року:
|          | Загалом | Допрацездатний вік | Працездатний вік | Постпрацездатний вік |
| -------- | ------- | ------------------ | ---------------- | -------------------- |
| Чоловіки | 358     | 69                 | 261              | 28                   |
| Жінки    | 376     | 72                 | 217              | 87                   |
| Разом    | 734     | 141                | 478              | 115                  |